# بيدراس
بيدراس هو لاعب كرة قدم برتغالي في مركز الهجوم، ولد في 19 سبتمبر 1980 في ماتوسينهوس في البرتغال. شارك مع منتخب البرتغال تحت 21 سنة لكرة القدم. أما مع النوادي، فقد لعب مع أولمبياكوس نيقوسيا وديبورتيفو داس أيفيس ونادي ليتشويس.

## وصلات خارجية
- بيدراس على موقع قاعدة بيانات كرة القدم.إي يو (الإنجليزية)
- بيدراس على موقع Soccerway.com (الإنجليزية)